# Будеразький лісовий заказник
Будера́зький лісови́й зака́зник — лісовий заказник місцевого значення в Україні. Розташований у межах Здолбунівського району Рівненської області, неподалік від села Будераж. 
Площа 100 га. Статус надано 1983 року. Перебуває у віданні ДП «Острозький лісгосп» (Мостівське лісництво, кв. 40). 
Створений з метою збереження частини лісового масиву з віковими дубовими насадженнями. Зростають рідкісні види рослин. 

## Галерея

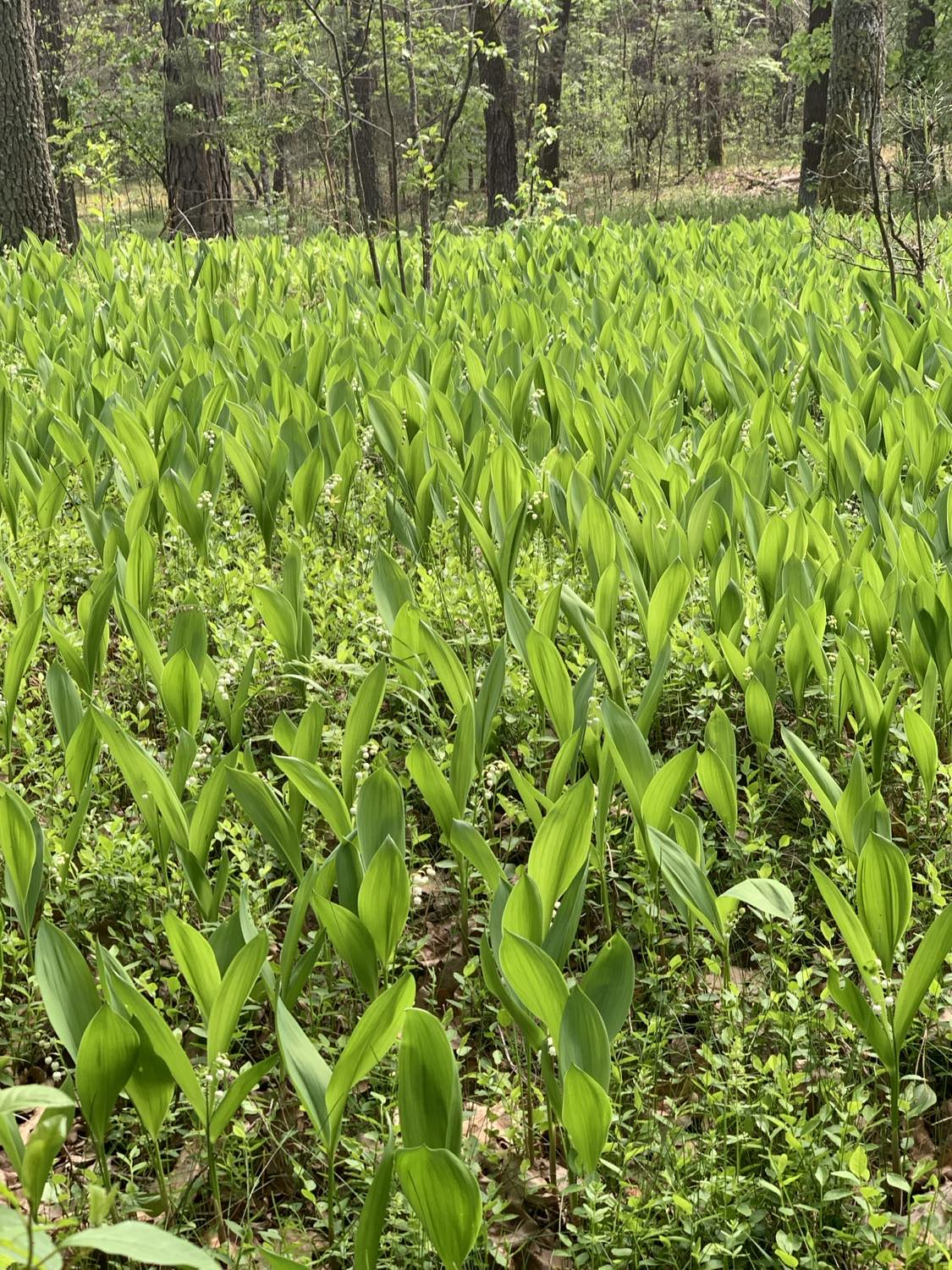
Травневий Будеразький лісовий заказник.
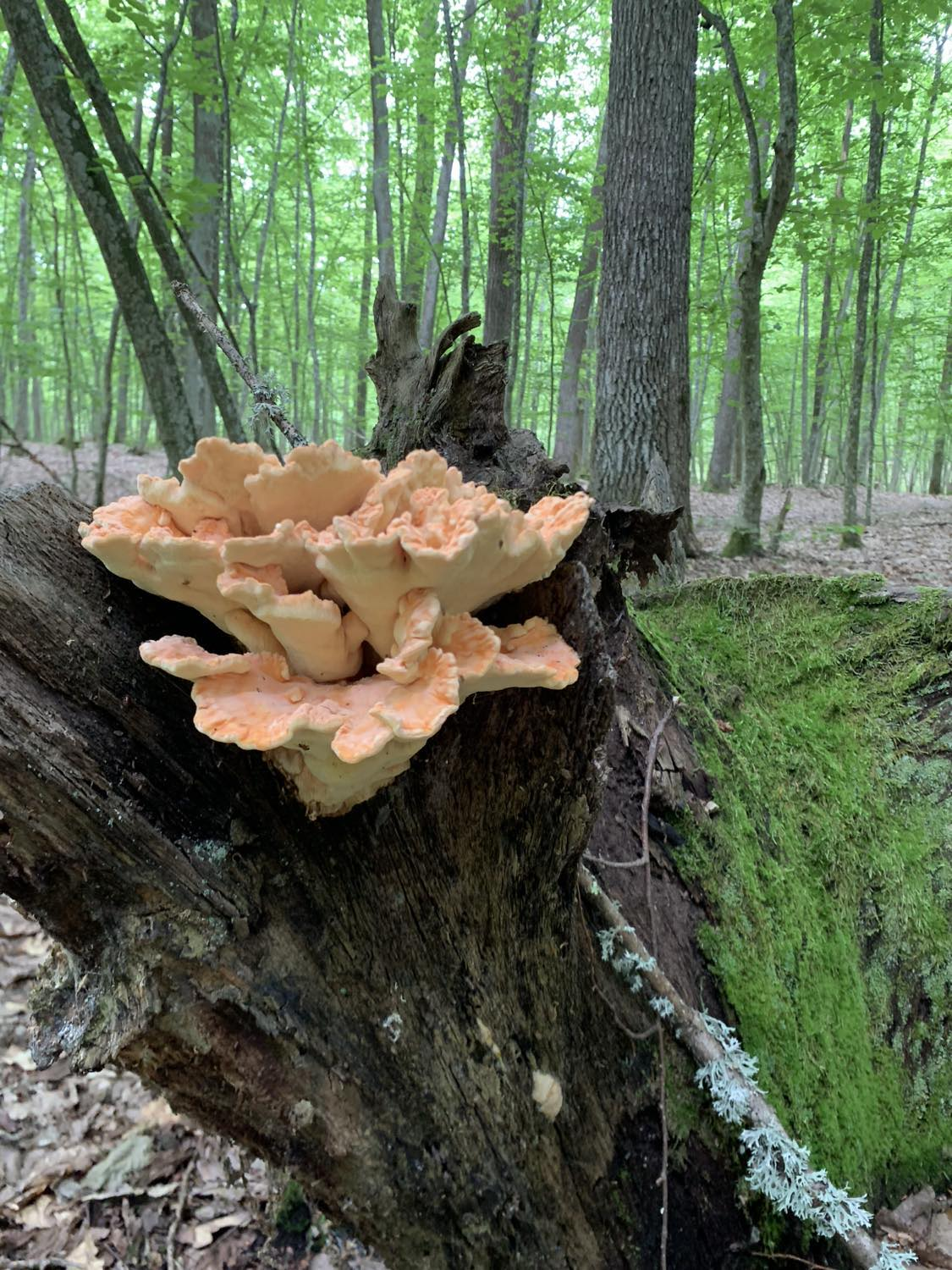
Палітра кольорів Будеразького лісового заказника
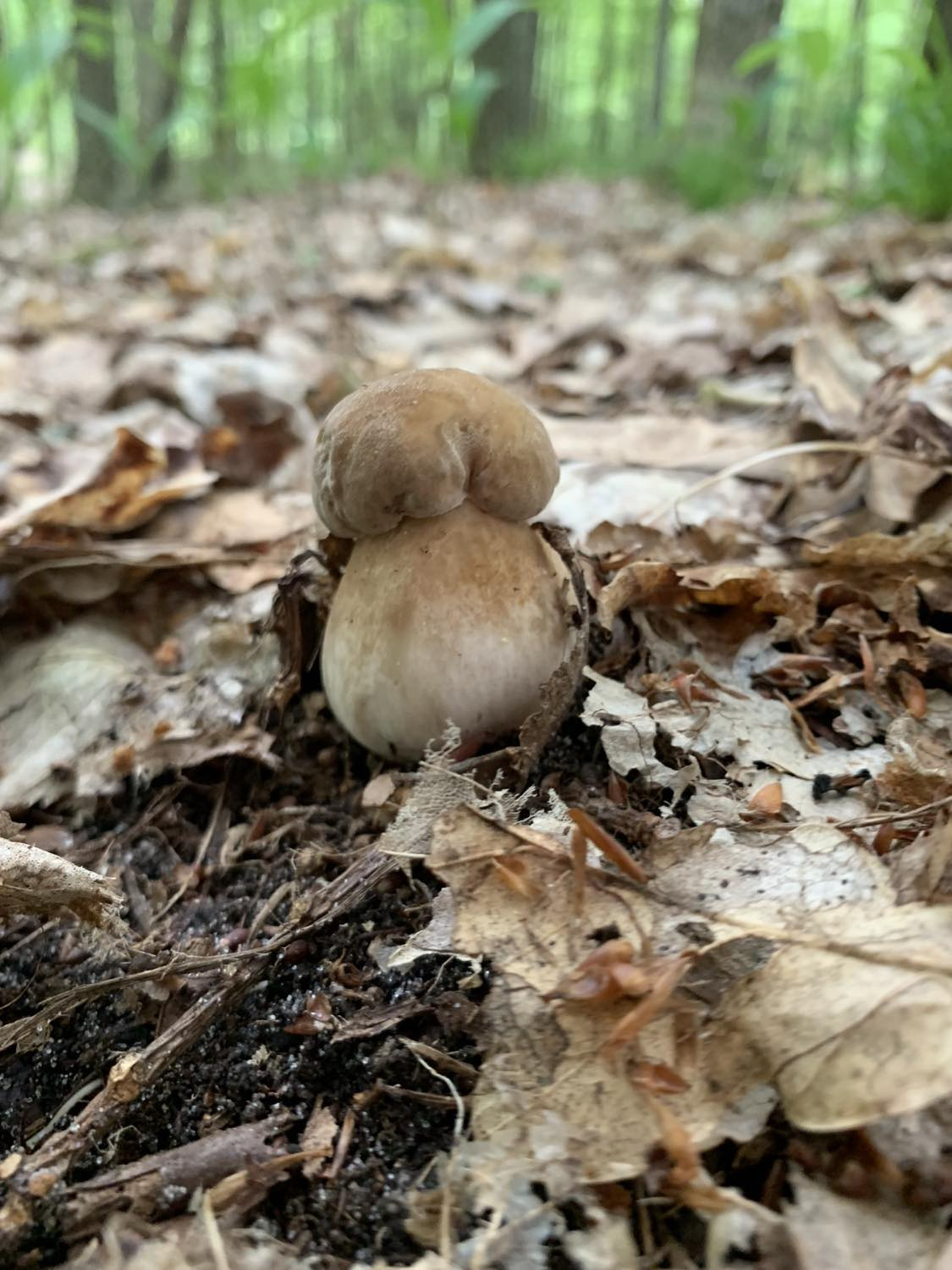
Грибні місця  Будеразького лісового заказника - улюблене місце багатьох поціновувачів "тихого полювання"